# Birkenheide
Birkenheide este o comună din landul Renania-Palatinat, Germania.